# 南山3号隧道
南山3号隧道（朝鲜语：남산3호터널；）是位于韩国首尔綠莎坪大路上的一座公路隧道，位于南山之下。隧道北端与位于中区的小公路相连。隧道南端可以直通龙山区的盘浦大桥（潜水桥）。方便了首尔江南地区与首尔中心区域的沟通。

## 收费方式
收费站位于隧道北侧出入口，收费方式与南山1号隧道相同，自1996年11月开始针对小型车辆收费。

## 其他
隧道北部可以直通乙支路、南大门路、首尔站、光化门、崇礼门、和明洞。隧道南部可以直通盘浦大路、艺术殿堂、梨泰院、首尔地铁2号线瑞草站、首尔地铁6号线绿沙坪站、牛眠山隧道，进而到达峰潭果川都市高速化公路果川牛眠山都市高速化公路。